# Session Announcement Protocol
Das Session Announcement Protocol (SAP) ist ein Netzwerkprotokoll aus dem Bereich der IP-Telefonie, welches Multicast-Multimediasitzungen und andere Multicast-Sitzungen unterstützt und die entsprechende Sitzungskonfiguration an in Frage kommende Teilnehmer weiterleitet.
Es wurde von der IETF entwickelt und wird in der RFC 2974 beschrieben.

## Funktionsprinzip
Der SAP-Ankündiger sendet dabei periodisch Ankündigungspakete an die allgemein bekannte („well known“) Multicast-Adresse (sap.mcast.net = 224.2.127.254) auf den entsprechenden Port (Standard: 9875). Der SAP-Client horcht auf diesem Port, um eventuelle Anfragen für Multicast-Sitzungen erkennen und annehmen zu können.

## Aufbau eines SAP-Paketes
| 0                                        | 3 | 4 | 5 | 6 | 7 | 8        | 16          | 31          |
| ---------------------------------------- | - | - | - | - | - | -------- | ----------- | ----------- |
| V=1                                      | A | R | T | E | C | Auth len | Msg ID hash | Msg ID hash |
| Originating source (32 Bit oder 128 Bit) |   |   |   |   |   |          |             |             |
| Optional Authentication Data             |   |   |   |   |   |          |             |             |
| Optional timeout                         |   |   |   |   |   |          |             |             |
| Optional payload type                    |   |   |   |   |   |          |             |             |
|                                          |   |   |   |   |   |          | 0           |             |
| Payload                                  |   |   |   |   |   |          |             |             |

- V – 3 Bit – Versionsnummer, muss auf 1 gesetzt sein
- A – 1 Bit – Address Type, kann 0 oder 1 sein
  - 0 – Feld Originating Source enthält IPv4-Adresse (32 Bit)
  - 1 – Feld Originating Source enthält IPv6-Adresse (128 Bit)
- R – 1 Bit – Reserved, wird von SAP-Ankündigern auf 0 gesetzt und von SAP-Clients ignoriert
- T – 1 Bit – Message Type, kann 0 oder 1 sein
  - 0 – Paket zur Ankündigung einer Sitzung
  - 1 – Paket zum Löschen einer Sitzung
- E – 1 Bit – Encryption Bit, kann 0 oder 1 sein
  - 0 – Der Payload ist nicht verschlüsselt, das Timeout-Feld darf fehlen
  - 1 – Der Payload ist verschlüsselt, das Timeout-Feld muss dem Header hinzugefügt werden
- C – 1 Bit – Compressed Bit, wenn 1 gesetzt, dann ist der Payload komprimiert
- Authentication Length – 8 Bit – Gibt die Anzahl an 32-Bit-Wörtern an, die dem Header folgen und Authentifizierungsdaten enthalten, an. Wenn 0, dann kein Authentifizierungs-Header vorhanden
- Message Identifier Hash – 16 Bit – Wird zusammen mit dem Feld Origination Source benutzt, um einen global eindeutigen Identifikator für diese Nachricht zu erhalten.
- Origination Source – 32 Bit oder 128 Bit – Die IP-Adresse des Urhebers der Nachricht. Wenn Feld A 0 gesetzt ist, dann steht hier eine IPv4-Adresse, wenn 1, dann eine IPv6-Adresse.
- Timestamp – 32 Bit – Falls der Payload verschlüsselt ist, enthält diese Feld einen Zeitstempel, der vorschreibt, wie lange die Nachricht gültig ist. Er ist im NTP-Format gespeichert und in Sekunden angegeben.
- Payload Type – Enthält den MIME-Type (sprich das Datenformat) des Payloads. Er ist als ASCII-String angegeben und wird von einem Null-Byte (ASCII NUL) abgeschlossen.
- Payload – Enthält die eigentlichen Daten (Nutzlast) und ist noch einmal in diverse Unterfelder geteilt.